# Beverly, Massachusetts

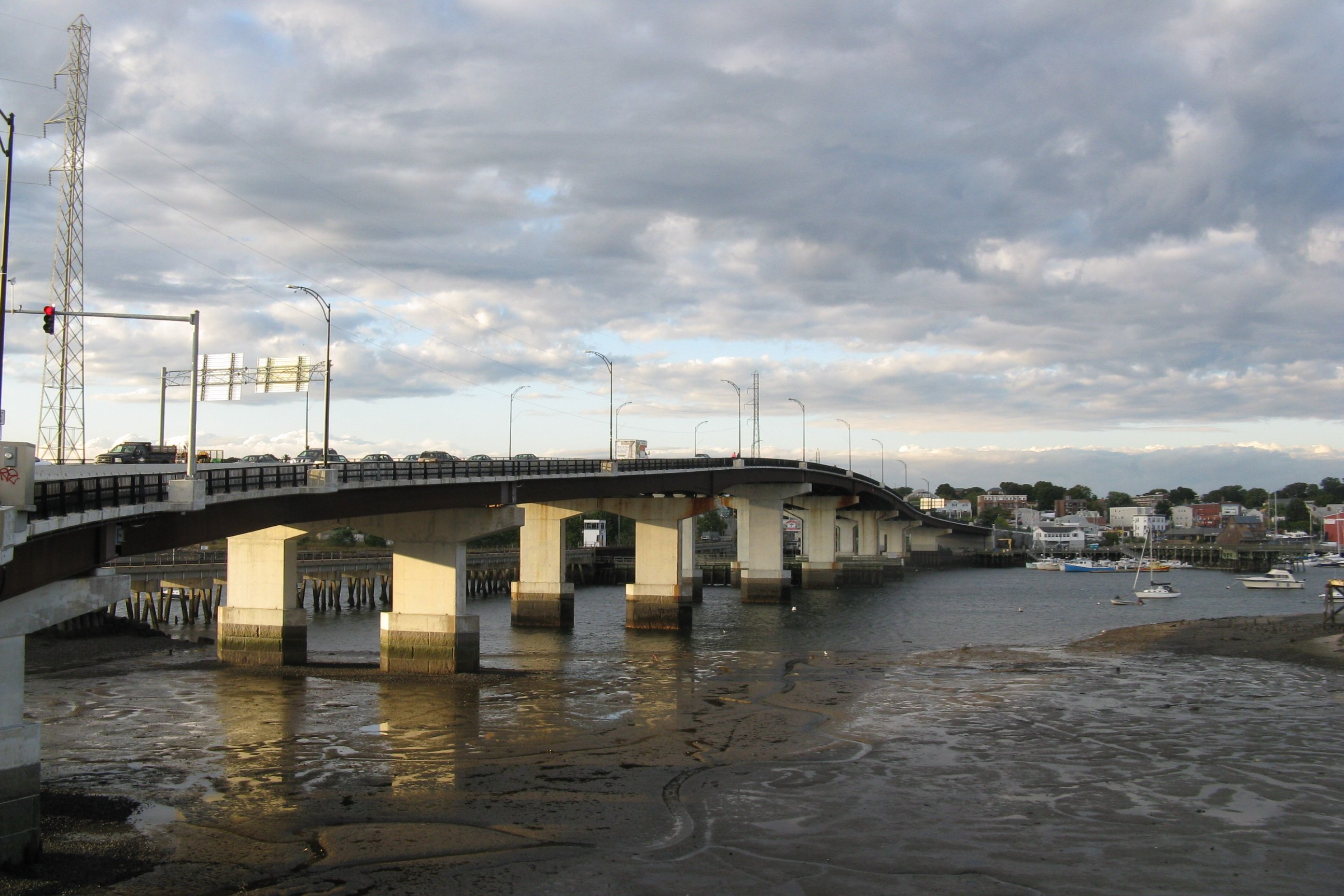

Beverly, Massachusetts là một thành phố thuộc quận Essex trong tiểu bang thịnh vượng chung Massachusetts, Hoa Kỳ. Thành phố có tổng diện tích 58.5 km², trong đó diện tích đất là 39.1 km². Theo điều tra dân số Hoa Kỳ năm 2010, thành phố có dân số 39,502 người (2010).